# Polyrhachis ochracea
Polyrhachis ochracea är en myrart som beskrevs av Vladimir Aphanasjevich Karavaiev 1927. Polyrhachis ochracea ingår i släktet Polyrhachis och familjen myror. Inga underarter finns listade i Catalogue of Life.